# Jodi (kunstnerkollektiv)
Jodi, eller jodi.org, er et kollektiv bestående af to internetkunstnere: Joan Heemskerk (født 1968 i Kaatsheuvel, Holland) og Dirk Paesmans (født 1965 i Brussels, Belgien). Deres baggrund er indenfor fotografi og videokunst, men siden midt-1990'erne begyndte de at skabe kunst til internettet. Få år senere begyndte de også at lave softwarekunst og kunstnerisk modifikation af computerspil. Siden 2002 har de været i hvad der kaldes deres "Screen Grab"-periode, hvor de har lavet videoer ved at optage computermonitorens output mens den er i funktion.
Jodis kunstneriske arbejde har altid været kontroversielt, hvor nogle har set dem som pionerer for net.art og softwarekunst, mens andre har været mere kritiske overfor deres arbejde.

## Udvalgte værker

### wwwwwwwww.jodi.org
I 1995 kom værket wwwwwwwww.jodi.org (eksternt link) til verden. Den er en fejlkonfigureret ASCII tegning, hvor man i første omgang kun ser en abstrakt kode. Beskueren vil dog kunne se hvilke motiver og billeder koden udgør, så snart man ser browserens kildekode. Ved at lave en grundlæggende fejl i html-koden forekommer hele tegningen abstrakt, men den krystalliserer sig så snart man tager et nærmere kig på koden.

### sod.jodi.org
I år 2000 skabte kollektivet værket sod.jodi.org (eksternt link), hvilket var en modifikation af computerspillet Wolfenstein 3D, hvor de tog spillets kildekode, som normalt er i funktion bag spillets fremtræden, og førte i stedet selve koden frem i lyset, således at koden var spillets fremtræden og ikke omvendt. Man kunne således sige, at essensen er lagt ud for beskueren, en blottelse af dets indre virkelighed, ligesom tidligere kunstretninger har forsøgt med andre fremtrædener.

### untitled-game.org, jetsetwilly.jodi.org og maxpaynecheatsonly.jodi.org
I de følgende år fulgte endnu flere dekonstruktioner af computerspil. Untitled-game.org (eksternt link) fra 2002 var 12 modificeringer af Quake, jetsetwilly.jodi.org (eksternt link) fra 2003 var, som navnet antyder, en modificering af Jet Set Willy, og senest kom en modifikation af Max Payne 2 i år 2006 på hjemmesiden maxpaynecheatsonly.jodi.org (eksternt link). Jodi skabte her en række af kunst-computerspil der går i en dekonstruktivistisk tradition, idet de splittede computerspillene i sine mest basale dele og samlede dem igen i konstellationer der ikke umiddelbart giver intuitiv mening, men som alligevel giver dem et nyt perspektiv.

## Liste over værker
- http://jodi.org/archive/ Arkiveret 3. marts 2012 hos  Wayback Machine
- http://g33con.com/
- http://globalmove.us/
- http://geogeo.jodi.org/
- http://map.jodi.org/ - Jodis kort over internettet
- http://404.jodi.org/ - Et eksperiment med "404 - File not Found"-præmisset
- http://sod.jodi.org/ - En modifikation af Wolfenstein 3D, der transformerer det til et kunst-computerspil
- http://asdfg.jodi.org/
- http://text.jodi.org/
- http://jetsetwilly.jodi.org/
- http://www.wrongbrowser.com/ - Absurd kunstnerisk skildring af en browser (Tryk Alt-F4 for at afbryde på Windows, CMD-Q på Mac)
- http://www.untitled-game.org/ - Også på CD-ROM, 12 modifikationer af Quake
- http://maxpaynecheatsonly.jodi.org/ - Snydekoder på indbyggede funktioner i Max Payne 2
- http://blogspot.jodi.org/ - Jodis kunstblogs
- http://www.bananaram.org/web04/index.php?id=17 Arkiveret 26. februar 2012 hos  Wayback Machine - En animation lavet for BananaRAM

## Eksterne Links
- jodi.org
- Samtale med Dirk Peasmans, Maj 2006
- Kunstnerbiografi og en liste over videoværker
- Kunstnerbiografi på V2

## Fodnoter
1. ↑  "Electronic Arts Intermix : JODI : Biography". Arkiveret fra originalen 21. januar 2011. Hentet 14. oktober 2012.
2. 1 2  AOL.com Video - Jodi Art Collective Interview